# 藏青稞
藏青裸（学名：Hordeum vulgare var. trifurcatum）为禾本科大麦属下的一个变种。